# Atletica leggera alla XXX Universiade - Getto del peso femminile
La specialità del getto del peso femminile all'Universiade di Napoli 2019 si è svolta tra l'11 e il 12 luglio 2019.

## Podio
| Oro     | Sarah Mitton Canada               |
| Argento | Portious Warren Trinidad e Tobago |
| Bronzo  | Klaudia Kardasz Polonia           |

## Risultati

### Qualificazioni
Si qualificano alla finale le atlete che lanciano 18,30 m Q o le dodici migliori misure q.
| Posizione | Gruppo | Atleta                | Nazione           | #1    | #2    | #3    | Risultato | Note                          |
| --------- | ------ | --------------------- | ----------------- | ----- | ----- | ----- | --------- | ----------------------------- |
| 1         | A      | Brittany Crew         | Canada            | 17.54 | 16.91 | –     | 17.54     | q                             |
| 2         | B      | Portious Warren       | Trinidad e Tobago | 17.05 | 17.12 | 17.31 | 17.31     | q                             |
| 3         | A      | Dimitriana Surdu      | Moldavia          | 16.76 | 16.66 | 17.26 | 17.26     | q                             |
| 4         | A      | Alena Pasechnik       | Bielorussia       | 16.11 | 16.08 | 17.14 | 17.14     | q                             |
| 5         | B      | Sarah Mitton          | Canada            | 14.24 | 17.08 | 16.95 | 17.08     | q                             |
| 6         | A      | Klaudia Kardasz       | Polonia           | 16.64 | 16.94 | x     | 16.94     | q                             |
| 7         | B      | Song Jiayuan          | Cina              | 16.73 | 16.11 | 16.60 | 16.73     | q                             |
| 8         | B      | Sarah Schmidt         | Germania          | 15.95 | 16.20 | x     | 16.20     | q                             |
| 9         | B      | Maddison-Lee Wesche   | Nuova Zelanda     | x     | x     | 16.19 | 16.19     | q                             |
| 10        | B      | Senja Mäkitörmä       | Finlandia         | 15.94 | 15.50 | 15.49 | 15.94     | q,                            |
| 11        | B      | Ieva Zarankaitė       | Lituania          | 15.71 | 15.21 | 14.58 | 15.71     | q                             |
| 12        | B      | Sara Lennman          | Svezia            | 15.36 | 15.70 | 15.66 | 15.70     | q                             |
| 13        | B      | Nanaka Kori           | Giappone          | 15.44 | 15.32 | x     | 15.44     |                               |
| 14        | A      | María Fernanda Orozco | Messico           | 15.37 | x     | x     | 15.37     |                               |
| 15        | A      | Cherisse Murray       | Trinidad e Tobago | 14.03 | x     | 14.96 | 14.96     |                               |
| 16        | A      | Iara Capurro          | Argentina         | x     | 13.60 | 13.99 | 13.99     | Miglior prestazione personale |
| 17        | A      | Victoria Owers        | Nuova Zelanda     | 13.81 | x     | x     | 13.81     |                               |
| 18        | B      | Marie Aagaard Nielsen | Danimarca         | 13.43 | 13.35 | 13.38 | 13.43     |                               |
| 19        | A      | Mercy Laker           | Uganda            | x     | 10.39 | x     | 10.39     |                               |
| 20        | B      | Shameemah Rishard     | Sri Lanka         | 9.92  | 10.04 | 10.15 | 10.15     |                               |
|           | A      | Amira Khaled          | Egitto            |       |       |       | DNS       |                               |
|           | A      | Gabriella Jacobs      | Stati Uniti       |       |       |       | DNS       |                               |

### Finale
| Posizione | Atleta              | Nazione           | #1    | #2    | #3    | #4    | #5    | #6    | Risultato | Note |
| --------- | ------------------- | ----------------- | ----- | ----- | ----- | ----- | ----- | ----- | --------- | ---- |
|           | Sarah Mitton        | Canada            | 17.65 | 17.80 | 18.31 | x     | 17.33 | x     | 18.31     |      |
|           | Portious Warren     | Trinidad e Tobago | 17.53 | 17.82 | 17.73 | x     | 17.23 | 16.99 | 17.82     |      |
|           | Klaudia Kardasz     | Polonia           | 17.02 | 17.25 | 16.79 | 17.65 | x     | x     | 17.65     |      |
| 4         | Alena Pasechnik     | Bielorussia       | x     | 17.00 | 17.29 | 17.19 | 17.23 | 17.52 | 17.52     |      |
| 5         | Dimitriana Surdu    | Moldavia          | x     | 16.42 | 17.25 | x     | 16.64 | x     | 17.25     |      |
| 6         | Maddison-Lee Wesche | Nuova Zelanda     | 16.19 | 14.53 | 17.02 | 17.22 | 16.94 | 16.99 | 17.22     |      |
| 7         | Brittany Crew       | Canada            | 16.85 | x     | 16.72 | 17.07 | x     | x     | 17.07     |      |
| 8         | Song Jiayuan        | Cina              | 16.92 | 16.67 | 16.82 | x     | 16.86 | 16.81 | 16.92     |      |
| 9         | Sarah Schmidt       | Germania          | 16.24 | 16.14 | 16.33 |       |       |       | 16.33     |      |
| 10        | Sara Lennman        | Svezia            | 15.61 | x     | 15.94 |       |       |       | 15.94     |      |
| 11        | Senja Mäkitörmä     | Finlandia         | 15.29 | 15.67 | 15.34 |       |       |       | 15.67     |      |
| 12        | Ieva Zarankaitė     | Lituania          | 14.42 | x     | 14.51 |       |       |       | 14.51     |      |